# Mezőkeresztes
Mezőkeresztes es una ciudad en el condado de Borsod-Abaúj-Zemplén, en el norte de Hungría, cerca de Mezőkövesd y Eger.

## Ubicación
Se encuentra 35 kilómetros al sur de la capital del condado, Miskolc. Se puede llegar en coche por la autopista M3. La estación de tren Mezőkeresztes-Mezőnyárád se encuentra a 3,1 kilómetros de la ciudad, yendo hacia Mezőnyárád.

## Historia
La zona que la rodea ha estado habitada desde la Gran Migración. En el siglo XIV perteneció al dominio de Diósgyőr. El rey Ladislao V otorgó a Mezőkeresztes la categoría de ciudad comercial.
En 1596, se libró la gran Batalla de Mezőkeresztes, donde Mehmed III, sultán del Imperio Otomano, derrotó a las fuerzas de los Habsburgo y Transilvania. Durante la batalla, el sultán tuvo que ser disuadido de huir del campo de batalla a mitad de la misma.
Tras el final de la era otomana, la ciudad prosperó, pero en el siglo XIX perdió su importancia y se convirtió en una aldea.
En 1950 se encontraron yacimientos petrolíferos en las cercanías, que fueron explotados en la década de 1980.
A Mezőkeresztes se le concedió el estatus de ciudad el 1 de julio de 2009.

## Pueblos cercanos
Mezőnagymihály (aprox. 4 km), Mezőnyárád (4 km), Szentistván (aprox. 8 km)
Ciudad más cercana: Mezőkövesd (12 km).